# 獵豹屬
獵豹屬為貓科下的一個屬，現僅存有獵豹（Acinonyx jubatus）1 種，生活在非洲和亞洲的開放草原上。

## 歷史分布
獵豹屬的成員最早出現於上新世晚期的非洲、歐洲與亞洲，在10,000年前除了獵豹以外的其他成員均已絕種。在北美洲有外形相似的北美獵豹，然而北美獵豹在血緣關係上其實更近似於美洲獅。

## 分類
獵豹屬最早由喬舒亞·布魯克斯於1828年提出。在1993年，獵豹屬被放入單系群 Acinonychini 之下。然而分子系統發生學顯示獵豹屬為美洲金貓屬的姐妹群，因此現今將獵豹屬歸於貓亞科之下。
在 18 世紀晚期至 20 世紀早期之間，共描述了以下這些獵豹的種與亞種：
- 獵豹 Acinonyx jubatus — Schreber 1775[6]
  - 東南非獵豹（英语：Acinonyx jubatus jubatus） Acinonyx jubatus jubatus — 指名亞種[5]
  - 亞洲獵豹 Acinonyx jubatus venaticus — Griffith, 1821
  - 東北非獵豹（英语：Acinonyx jubatus soemmeringii） Acinonyx jubatus soemmeringii — Fitzinger, 1855
  - 西北非獵豹 Acinonyx jubatus hecki — Hilzheimer 1913

令外，也有發現以下獵豹屬的化石種：
- 巨獵豹 Acinonyx pardinensis †  — Croizet et Jobert 1828[7]
- 間獵豹 Acinonyx intermedius † — Thenius 1954[8]
- Acinonyx aicha † — Geraads 1997[9]
- Acinonyx kurteni（英语：Acinonyx kurteni） † — Christiansen et Mazák 2008[10]：在中國地質年代為上新世的地層發現一具顱骨，被認為是獵豹屬最古老的成員。然而於 2012 年，A. kurteni 遭到除名，因為其模式標本被發現是由數個中新世化石碎片所拼湊而成的偽造品[11][12]。

## 外部連結
- 维基共享资源上的相關多媒體資源：Acinonyx
- 維基物種上的相關：獵豹屬
- 網絡生命大百科